# 延髄外側症候群
延髄外側症候群（えんずいがいそくしょうこうぐん、英:Lateral medullar）は、脳幹障害のうちの一つで、延髄外側の梗塞によって生じる症候群。通称ワレンベルク症候群（独:Wallenberg-Syndrome）。

## 病態

延髄外側症候群で障害される部分。延髄の断面図

延髄外側が障害されることによって下記の一連の症状を表す。
主に椎骨動脈ないし椎骨動脈の枝である後下小脳動脈の閉塞によると考えられている。

## 症状
病変の広がりによって様々な症状を来す。ここでは代表的な症状について述べる。
障害側と同側に
- 嘔吐、悪心
- 幻暈（めまい）、眼振

これらは前庭神経核（聴神経(Ⅷ)感覚核）の障害による。
- 球麻痺（嚥下障害、構音障害、嗄声）
- カーテン徴候

これらは疑核（舌咽神経(Ⅸ)・迷走神経(Ⅹ)運動核）の障害による。
- 味覚障害

孤束核（舌咽神経(Ⅸ)・迷走神経(Ⅹ)感覚核）の障害による。
- 上下肢の小脳症状

下小脳脚の障害による。
- ホルネル症候群

交感神経下行路の障害による。
- 顔面の温痛覚障害

三叉神経脊髄路核の障害による。
-顔面の温痛覚は三叉神経から三叉神経脊髄路を下り、その後シナプスを介し対側へ入り上行する。
-三叉神経脊髄路核は対側へ入るより前の経路にあるため、同側の温痛覚障害を生じる。
障害側と対側に
- 頸部以下、体幹・上下肢の温痛覚障害

外側脊髄視床路の障害による。
-頸部以下の温痛覚ニューロンは脊髄に入るとそのレベルで対側へ交叉し上行する。そのため対側の温痛覚障害が生じる。
延髄外側の障害であるため、内側を通る錐体路（運動系の経路）や内側毛帯（深部覚の経路）は通常は障害されないことが特徴である。
しかし、まれに病変と同側の錐体路症状を伴うことがあり、オパルスキー症候群（英:Opalski syndrome）と呼ばれる。

## 鑑別
延髄内側症候群(Dejerine症候群)
舌下神経麻痺がないこと、錐体路障害が無いことから鑑別できる。

## 診療科
- 神経内科
- 脳神経外科